# Bò cày kéo

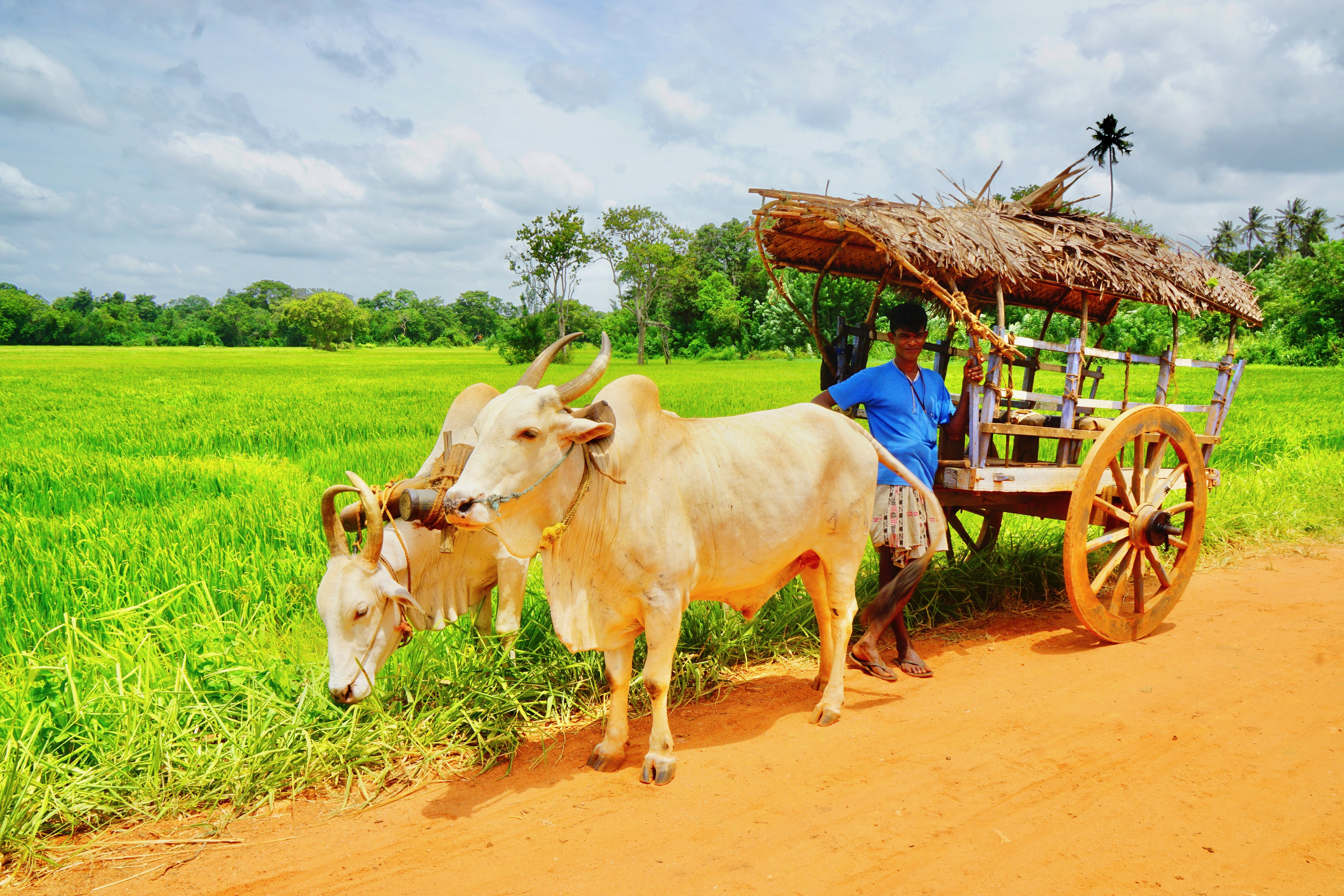
Một đôi bò kéo xe ở Sri Lanka

Cặp bò đang đeo ách đôi ở Án Độ

Bò cày kéo hay trâu bò cày kéo là những con gia súc trong họ Trâu bò (chủ yếu là hai loài bò nhà và trâu nhà) được sử dụng cho mục đích cày kéo (canh tác nông nghiệp và chuyên chở). Thông thường, đây là những con bò đực, bị thiến (một số nơi thì không thiến) và được huấn luyện dùng cho việc cày kéo, thồ chở. Những con bò kéo thường được sử dụng theo cặp, nhưng nhiều nơi chỉ sử dụng một con để làm việc. Việc sử dụng các loài trâu bò cày kéo là phổ biến ở các nước châu Á như Ấn Độ, Trung Quốc, Việt Nam, Nam Mỹ và nhiều nước khác, trong đó đa phần là các nước đang phát triển.

## Tổng quan
Con người đã thuần hoá rất nhiều loài động vật với mục đích sử dụng khác nhau theo nhu cầu của con người. Trâu bò được thuần hoá đầu tiên với mục đích là giải quyết nhu cầu thực phẩm, dần dà vì sức vóc của chúng mà người ta sử dụng trâu bò để cày bừa làm đất trồng cây cung cấp lương thực cho đời sống con người. Trâu bò còn được dùng để vận chuyển trong sản xuất nông nghiệp và nhiều công việc khác trong nông thôn, nhất là ở những nơi đường sá khó khăn đôi khi người ta còn sử dụng gia súc như một phương tiện giao thông đi lại.

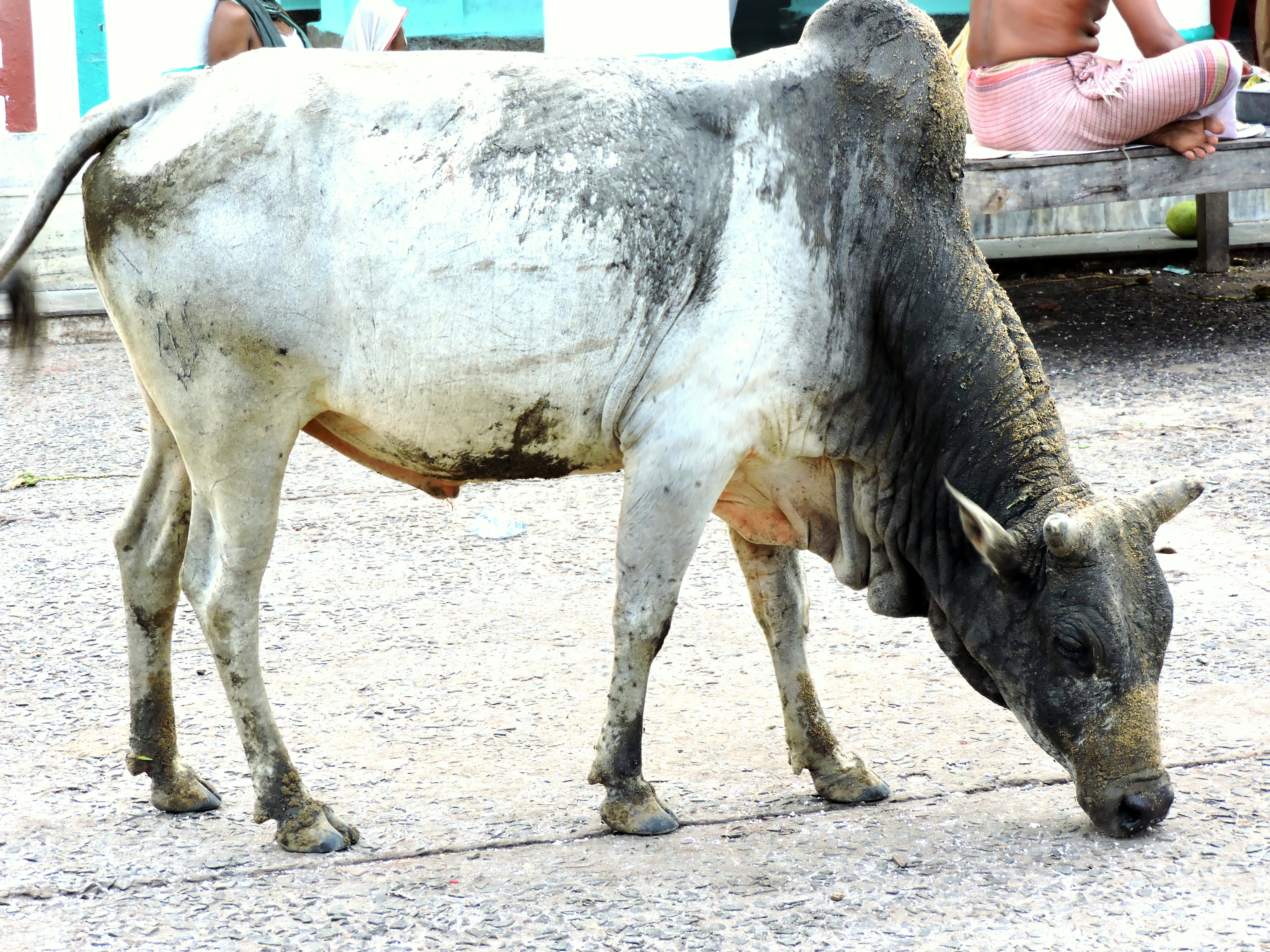
Một con bò kéo ở Ấn Độ, chúng thuộc giống bò u với vai u nhô lên, thuận lợi cho việc đặt ách (yoke) để kéo hoặc cày bừa

Trâu bò ở rất nhiều nơi trên thế giới được dùng kiêm dụng kết hợp cày kéo với sinh sản, khai thác thịt (bò thịt) hay sữa (bò sữa). Việc sử dụng gia súc lao tác (Working animal/Pack animal) có đóng góp đáng kể vào sự phát triển kinh tế và đặc biệt là góp phần cải thiện đời sống của và an sinh của những người tiểu nông ở nhiều khu vực khác nhau trên thế giới, nhất là ở các nước đang phát triển còn lạc hậu nghèo nàn. Nhiều nước đang phát triển trên thế giới vẫn chủ yếu dùng sức kéo gia súc để làm đất cho trồng trọt và phương tiện vận chuyển hàng hoá, chúng cung cấp khoảng 70-80% sức lực cho hoạt động sản xuất và đời sống.
Bò nhà là loại gia súc có số lượng được sử dụng lao tác nhiều nhất. Các nước thường sử dụng bò cày kép phổ biến là Ấn Độ, Bangladesh, Nepal, các nước vùng Trung Đông, một phần Đông Nam Á, Trung Quốc, Châu Phi và Mỹ Latinh. Trâu đầm lầy là loài gia súc lao tác phổ biến thứ hai. Chúng được dùng nhiểu ở những vùng ẩm ướt như Đông Á, Nam Á và Đông Nam Á như Việt Nam, Lào, Thái Lan, Malaysia, Indonesia, Philippines, Sri Lanka, Ấn Độ, Trung Quốc. Về mặt sinh thái, trâu không thể phát triển được ở những vùng bán sa mạc nhưng lại rất thích hợp cho vùng đồng trũng thuộc các nước nhiệt đới.
Trâu nhà đã được thuần hoá từ lâu và được sử dụng chủ yếu cho cày kéo, nhất là ở nơi canh tác lúa nước là cây trồng chính, quy mô hộ gia đình nhỏ lẻ, trâu là nguồn sức kéo chính khó thay thế cho sản xuất nông nghiệp, là nguồn năng lượng rẻ tiền, dễ sử dụng, đầu tư ít và còn có khả năng tải sản xuất. Trâu có thể cày bừa ở bất cứ loại đất nào, nhất là ở những vùng đất trồng lúa lầy thụt, nặng nhọc mà bò không thể đảm đương, thậm chí máy cũng khó khăn, với năng suất khá cao, lên đến 2-3 sào/buổi. Ở vùng trũng nước khó sử dụng bò hơn vì bò không thích nghi cho cuộc sống này và dễ gây viêm lở móng cho chúng. Ở Việt Nam, giống bò vàng nội địa nhỏ con, không phổ biến cho việc cày kéo bằng giống trâu nội, người Việt có câu: "Yếu trâu còn hơn khỏe bò"

### Vai trò

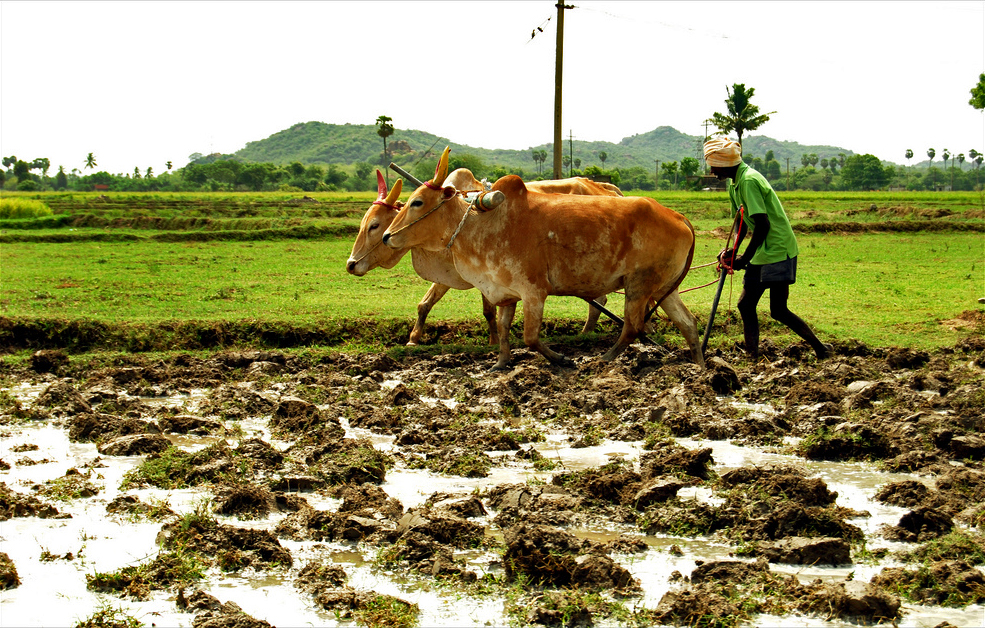
Cày ruộng bằng bò ở Ấn Độ

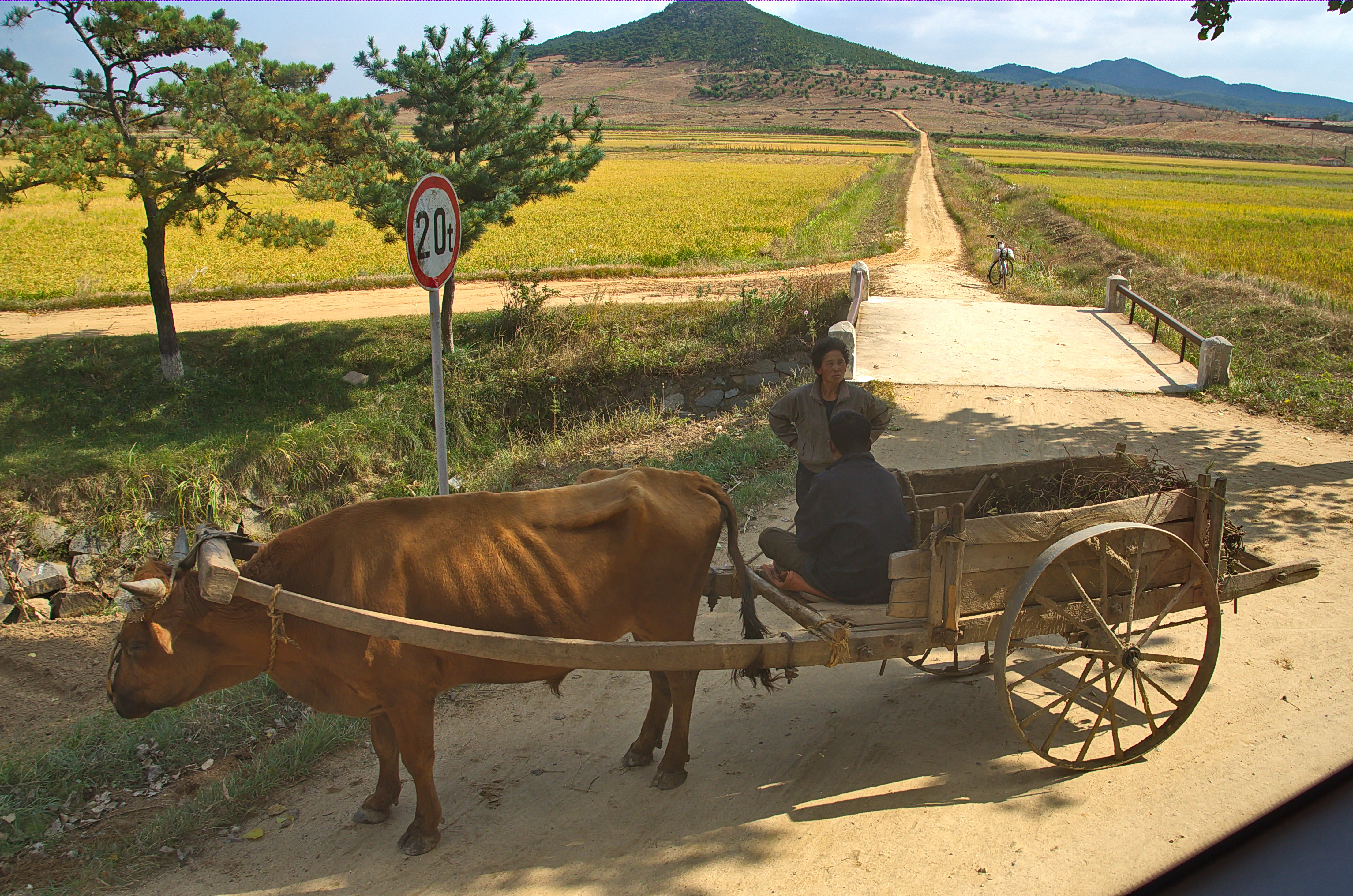
Xe bò ở Bắc Triều Tiên, đây là một trong nhưng phương tiện giao thông đơn sơ ở nông thôn Bắc Triều Tiên

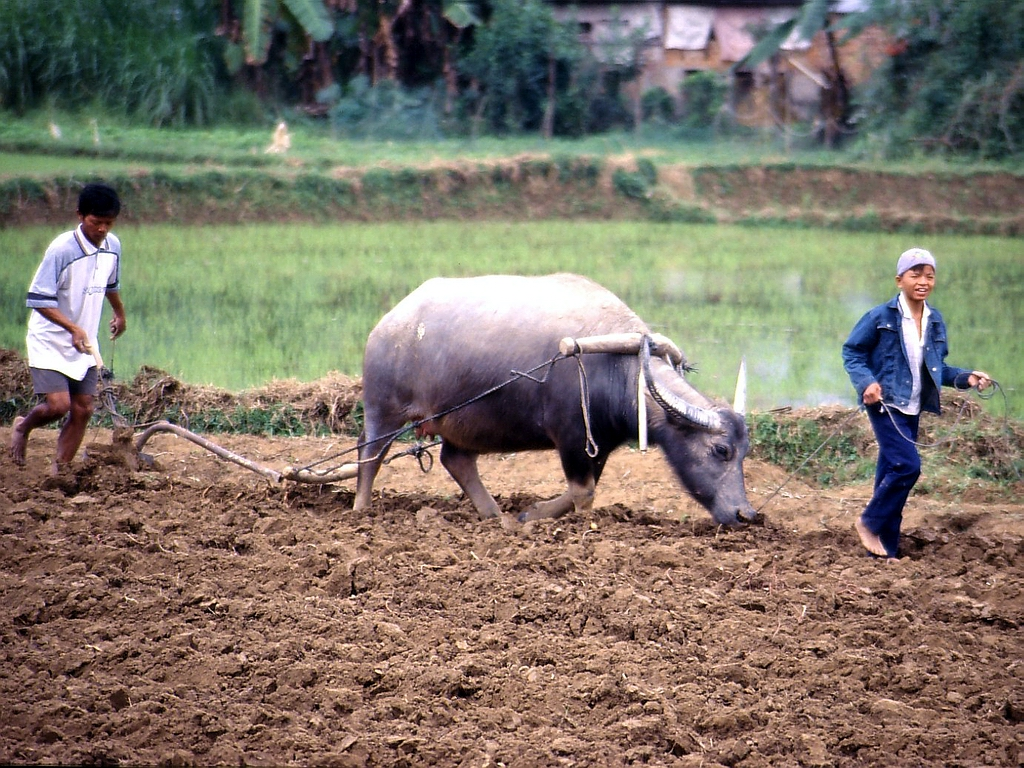
Con trâu đi trước, cái cày đi sau là hình ảnh quen thuộc của nền nông nghiệp Việt Nam lạc hậu

Trâu bò cày kéo có vai trò đáng kể. Có tới khoảng 2 tỷ người phụ thuộc vào sức kéo của gia súc để làm đất, vận chuyển hàng hoá và các lao tác (công việc nặng nhọc) khác. Năm 1990 có 52% số bò và 34% số trâu ở các nước đang phát triển được dùng vào mục đích lao tác. Trâu bò lao tác không chỉ là phương tiện sống cho hàng triệu gia đình mà còn đóng góp vào các hệ thống sản xuất được chấp nhận cả về mặt xã hội lẫn sinh thái, chưa thể thống kê chính xác số lượng trâu bò cày kéo trên thế giới. Theo ước tính hiện có khoảng 250 triệu gia súc lao tác thuộc các loài khác nhau, trong đó chủ yếu là trâu bò. Trâu bò có thể cày bừa với năng suất khá cao.
Trâu bò cũng có thể dùng để kéo xe trong các loại đường nhỏ hẹp, địa hình phức tạp, kéo gỗ trong rừng, kéo ép mía, thậm chí một số nơi ở vùng núi trâu bò còn được dùng để cưỡi qua các khúc sông suối hoặc những đoạn đường rừng núi khó đi. Khi ruộng đất ở các cánh đồng bị cắt thành nhiều mảnh nhỏ, có hộ làm chủ tới 5-10 mảnh nhỏ ở những vị trí khác nhau. Rõ ràng trong những điều kiện này sử dụng máy cày sẽ rất hạn chế, mà ưu thế sẽ là sử dụng sức kéo gia súc và đôi khi sức người. Ở miền núi đất dốc, ruộng nhỏ, ruộng bậc thang hoặc ruộng ở những thung lũng nhỏ hẹp, đường đi khó khăn càng rất hạn chế cho máy cày hoạt động, vì vậy gia súc cày kéo sẽ còn tồn tại lâu dài trong việc làm đất ở các vùng này cũng như công việc việc khác như vận chuyển, kéo che ép mía, kéo nước.
Chúng không những đóng góp rất lớn cho sản xuất nông nghiệp mà còn có vai trò quan trọng trong vận chuyển hàng hoá, hiện nay có tới khoảng 20% dân số thế giới dùng sức kéo gia súc để vận chuyển hàng hoá. Xe hai bánh và xe quệt được người ta dùng nhiều ở những nơi đường sá không thích hợp cho cơ giới. Những nơi đường sá quá bé hoặc địa hình gồ ghề, dốc cao thì người ta dùng gia súc để thồ hàng. Chúng còn được dừng để kéo nước, kéo mía, kéo cối xay bột khá phổ biến. Mặc dù nhiều nước đã cơ giới hoá nền nông nghiệp, nhưng phần lớn các nước đang phát triển vẫn dùng sức kéo gia súc để làm đất và vận chuyển hàng hoá.
Ước tính có khoảng 20% dân số thế giới dùng sức kéo gia súc để vận chuyển hàng hoá. Xe hai bánh và xe quệt do súc vật kéo được người ta dùng cho những nơi đường sá không thích hợp cho xe cơ giới. Gia súc còn được dùng để kéo gỗ, kéo nước, kẹo mía, kéo cối xay. Cơ khí hoá nông nghiệp đang và sẽ thay dần lao động chân tay và sức kéo gia súc, tuy nhiên chỉ thực hiện được ở những trang trại có đủ điều kiện về kinh tế, địa hình thuân lợi, khả năng quản lý tốt, giá thành của việc sử dụng máy móc cao nên ở những trang trại nhỏ, nghèo và những nơi có địa hình phức tạp sẽ vẫn còn phải sử dụng sức kéo gia súc như nguồn động lực chính một cách lâu dài.
Việt Nam là một nước nông nghiệp lạc hậu, có khoảng 75% dân số sống ở nông thôn, đời sống của họ phụ thuộc vào sản xuất nông nghiệp mà chủ yếu là nghề trồng lúa. Điều kiện sinh thái của một nước nhiệt đới nóng ẩm cùng với nghề trồng lúa truyền thống và tập quán chăn nuôi lâu đời đã hình thành nên quần thể trâu bò khá lớn. Ở Việt Nam, trâu bò đã được thuần hoá từ lâu và được sử dụng chủ yếu cho cày ké, sự phát triển của cơ khí hoá nông nghiệp, nhiều nơi coi nhẹ vai trò trâu bò trong công việc cày kéo ở nông thôn. Tuy nhiên với ba phần tư là đồi núi và đại bộ phận nông dân là người sản xuất nhỏ thì việc sử dụng máy móc trong nông nghiệp là có giới hạn và trâu bò cày kéo vẫn còn trong sản xuất nông nghiệp.
Đàn trâu bò vẫn là những con vật quan trọng của nông thôn Việt Nam, là nguồn cung cấp sức kéo chủ yếu cho sản xuất nông nghiệp, đặc biệt là ở miền núi. Do vai trò quan trọng của sức kéo gia súc mà nhiều quốc gia và đã có việc nghiên cứu các kỹ thuật liên quan đến sử dụng gia súc cày kéo, cải tiến các dụng cụ sản xuất, cũng như vấn đề dinh dưỡng và phương pháp đánh giá sức cày, kéo của gia súc để giúp nông dân nuôi dưỡng chăm sóc gia súc tốt hơn và sử dụng chúng một cách hiệu quả nhất. Nhìn chung ở Việt Nam ưa chuộng sử dụng trâu hơn vì các giống trâu ở Việt Nam to khỏe, dẻo dai, dễ bảo hơn các giống bò vàng nội địa ("yếu trâu còn hơn khỏe bò").

### Lợi thế

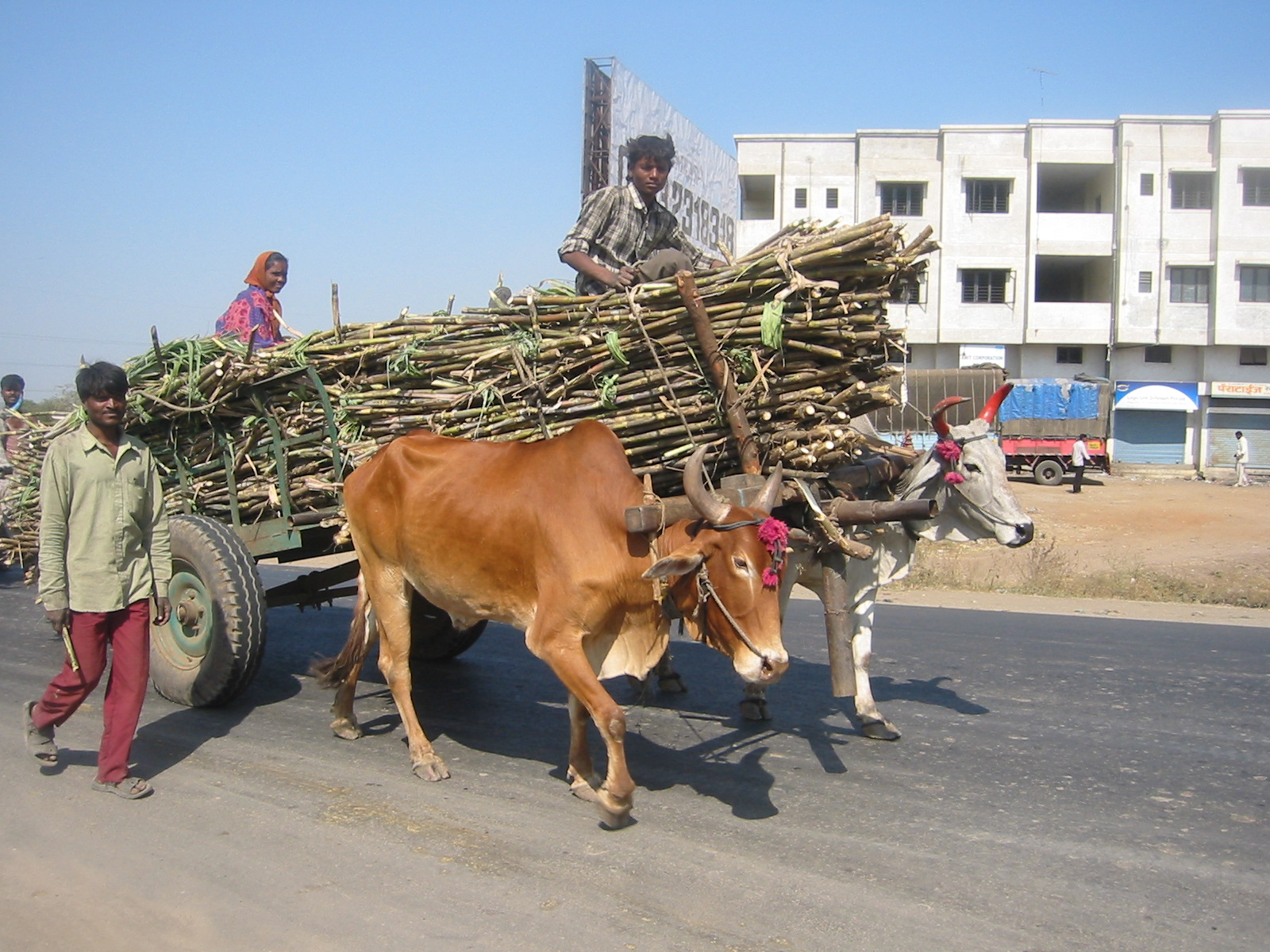
Một con bò chuyên chở ở Ấn Độ, chúng có thể thồ tải lượng hàng hóa lớn với sức kéo và sức kéo trùng khá mạnh

So sánh những lợi thế và hạn chế của sức kéo cơ giới (máy móc) với sức kéo gia súc (trâu bò) thì sức kéo gia súc thì có ưu điểm là sức kéo tương đối ổn định (khoảng 10-15% khối lương cơ thể), tốc độ làm việc tương đối đều 0,6-1,6 m/s, có thể sử dụng với nhiều loại mục đích vàsử dụng được ở nhiều loại địa hình, với nhiều loại đất khác nhau, việc sử dụng không đòi hỏi lao động lành nghể, không bị xuống giá nhanh theo thời gian sử dụng, giá rẻ hơn so với máy móc, đầu tư ít vì sẵn có ở địa phương, có thể sinh ra thế hệ sau để thay thế chính nó, có thể cung cấp thêm các sản phầm khác, khi không dùng cho cày kéo vẫn cho sản phẩm khác, thân thiện với môi trường, ít gây ô nhiễm.
Trong khi đó, những hạn chế của sức khéo cơ giới (máy móc) là thường đắt tiền, đầu tư lớn, khó sử dụng cho một số loại đất, ỏ một số loại địa hình miền núi và diện tích nhỏ, máy móc dễ xuống cấp nếu bảo quản không tốt, khó phát huy ở quiy mô nhỏ hộ gia đình làm giảm cơ hội tạo công ăn việc làm cho người lao động giản đơn ở nông thôn, giá thành trên đơn vị sản phẩm cao, nhiều loại máy cần ngoại tệ để nhập, nhiều loại máy phụ tùng thay chế không sẵn, nhất là máy móc chỉ có hiệu quả tốt nhất với việc canh tác trên những cánh đồng lớn tập trung.
Sử dụng máy cày kéo đôi khi bị động khi cần thay thế, người thuê phụ thuộc, thiếu chủ động lịch gieo trồng, đòi hỏi người sử dụng phải được đào tạo có kỹ năng, gây ô nhiễm môi trường. Tuy vậy, sức kéo gia súc thì phải chăm sóc nuôi dưỡng hàng ngày kể cả khi không làm việc và cần thời gian để huấn luyện trước khi sử dụng, phải sử dụng các dụng cụ đi kèm theo công cụ chính (ách cổ, dây thừng) và có thể gây nên dẫm đạp quá mức khi bãi chăn thu hẹp, khả năng làm việc bị các động bởi yếu tố ngoại cảnh nhiều hơn bên cạnh đó, sự chịu đựng điều kiện làm việc giữa các cá thể là khác nhau và cũng dễ bị dịch bệnh.

## Nuôi dưỡng
Cày kéo là công việc nặng nhọc tiêu hao rất nhiều năng lượng của trâu bò vì vậy phải có chế độ chăm sóc sức khỏe cho chúng hợp lý. Kỹ thuật nuôi trâu bò cày kéo không có gì đặc biệt so với các loại trâu bò khác, nhưng trong mùa cày kéo nặng phải chú ý tăng cường khẩu phần ăn để đáp ứng nhu cầu của vật nuôi nhất là nhu cầu về năng lượng. Cày kéo phải cho trâu bò nghỉ giải lao, thồ đường xa phải dừng nghỉ. Trong thời gian nghỉ giải lao cho trâu bò uống nước đầy đủ (nếu có ít thức ăn nhẹ càng tốt). Gia súc nuôi trong điều kiện tốt thường dễ bị tổn thương hơn nhiều so với gia súc được nuôi trong điều kiện kham khổ. 

### Khẩu phần

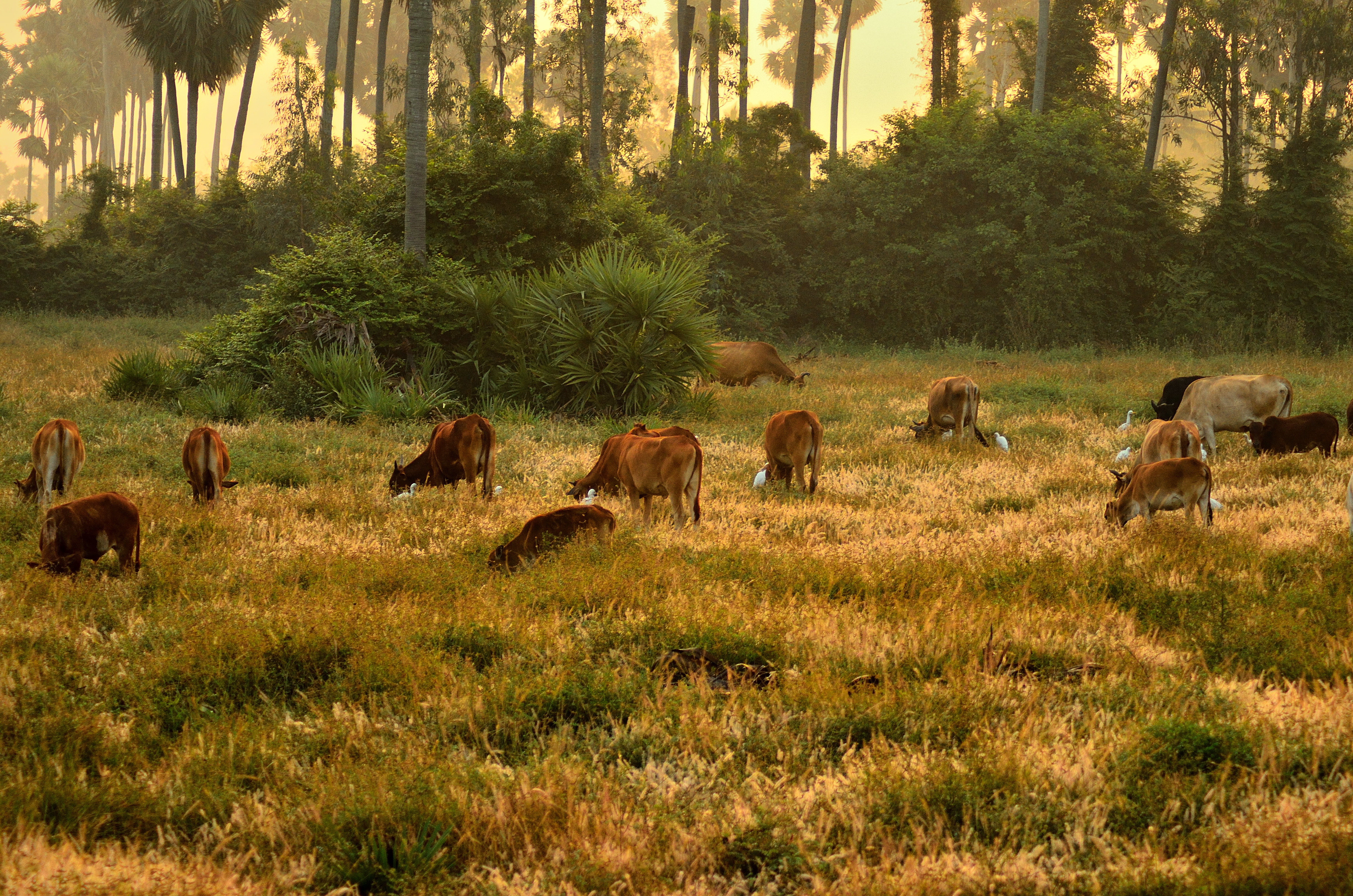
Những con bò đang gặm cỏ tự nhiên trên đồng ở Chennai

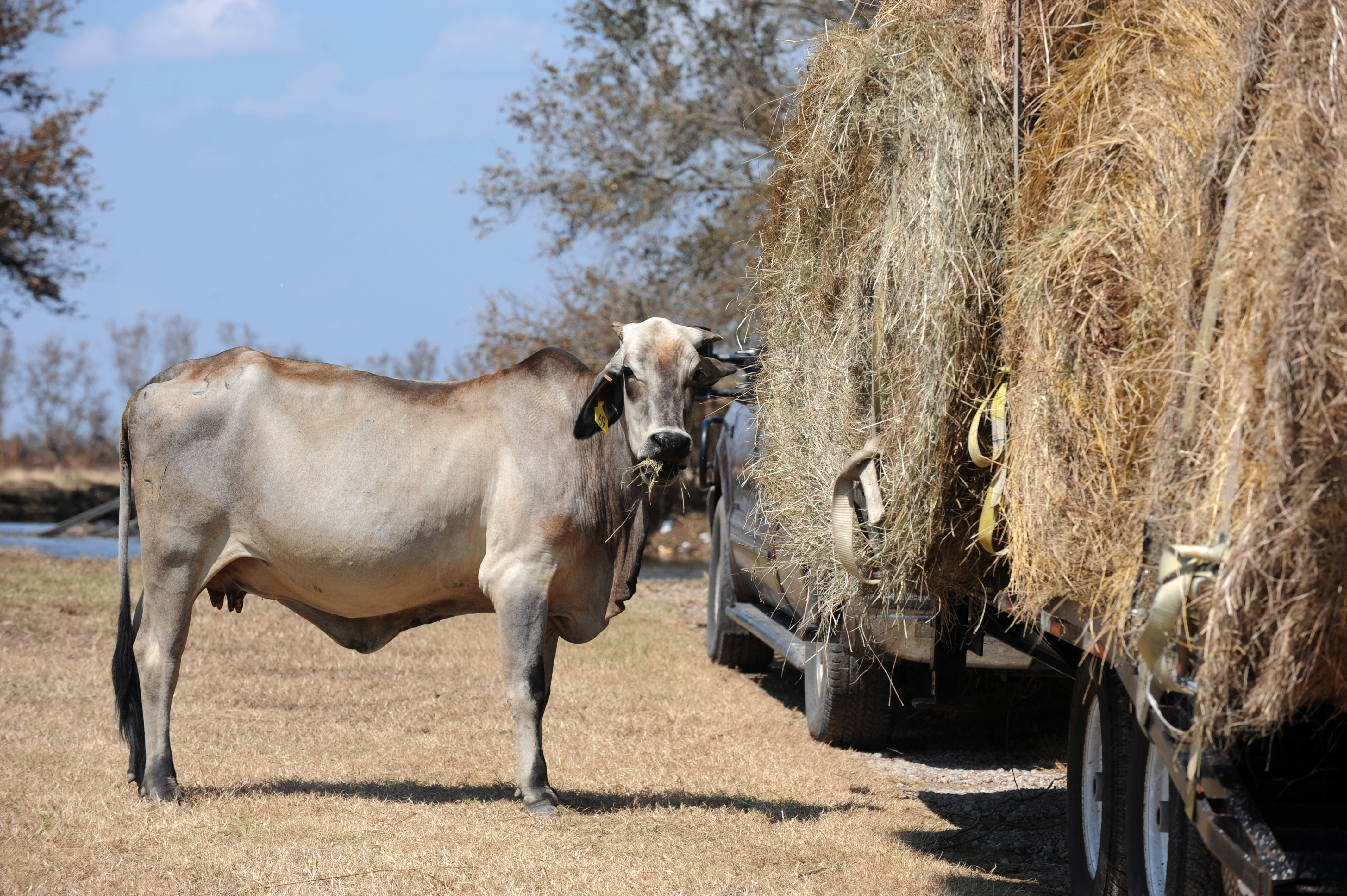
Một con bò đang ăn rơm khô ở Mỹ

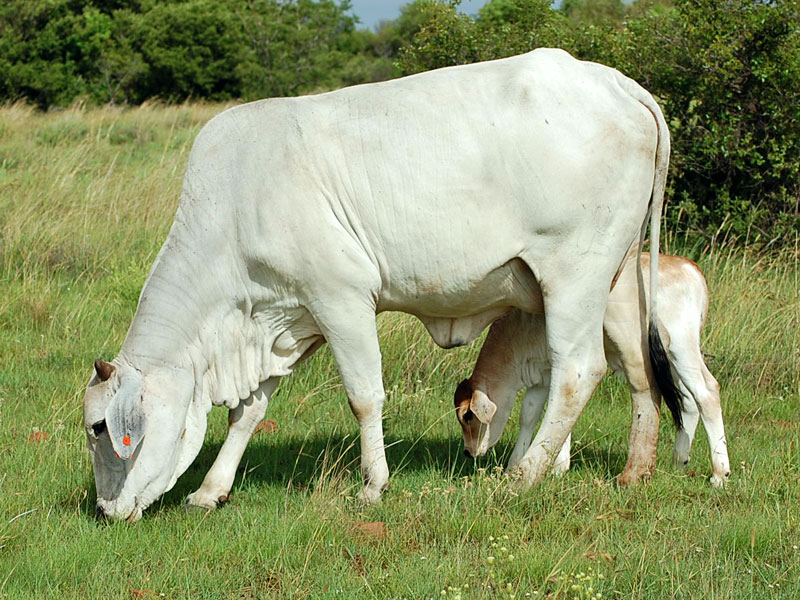
Bò ăn cỏ tươi ở Ấn Độ

Trong mùa cày kéo nặng phải chú ý tăng cường khẩu phần ăn để đáp ứng nhu cầu của gia súc đặc biệt là năng lượng. Để định lượng mức ăn cho trâu bò cày kéo, người ta chia theo mức độ làm việc nặng và làm việc vừa phải (trung bình). chú ý cung cấp cho trâu bò cày kéo một lượng thức ăn đầy đủ để đảm bảo cung cấp đủ nhu cầu năng lượng cho quá trình làm việc. Không bắt chúng làm việc quá tải và cho chúng uống nước đủ, nếu phải làm việc trong điều kiện nóng nực phải cho chúng nghỉ trong bóng mát khi cần thiết, để chúng không bị ảnh hưởng đến sức khoẻ.
Do ảnh hưởng của mùa vụ gieo trồng nên cường độ làm việc của trâu bò nặng nhẹ khác nhau, nặng nhất là thời kỳ làm đất, sau khi thu hoạch trâu bò phải chuẩn bị đất cho vụ tiếp, thời kỳ này thức ăn nhìn chung không dồi dào, trâu bò được ăn ít cỏ xanh, phải ăn thêm nhiều rơm khô, phải bổ sung thêm cho trâu bò các phụ phẩm từ cây vụ đông, hoặc xử lý rơm ủ với u-rê, cho ăn thêm củ quả và thức ăn tinh. Chăm sóc trong thời gian cày kéo quan trọng nhất là phải cung cấp đủ thức ăn ngon cho trâu trong thời kỳ làm việc để trâu có đủ nhu cầu dinh dưỡng, thậm chí khi trâu làm việc căng thẳng, mệt mỏi không muốn ăn, phải nấu cháo cám cho chúng ăn.
Mức độ làm việc nặng đối với trâu bò làm 8 giờ/ngày, mức độ làm việc vừa phải đối với trâu làm việc 4 giờ/ngày theo tiêu chuẩn. Với mức làm việc vừa phải tuỳ theo khối lượng môi trâu bò cày kéo phải được ăn từ 20 kg đến trên 40 kg/cỏ xanh tươi/ngày. Làm việc nặng phải cho trâu ăn vật chất khô từ 3% lên 17-18% với năng lượng tăng 22-27% và protein thô 10%. Trong thực tế trâu không thể ăn đủ trên 50 kg thức ăn xanh thô/ngày do đó ngoài thức ăn lanh ngoài bãi chăn, cần cho trâu cày kéo ăn thêm nhiều rơm, các phụ phế phẩm từ cây vụ đông hoặc rơm với urê, cho ăn thêm củ quả và thức ăn tinh. Trong thời gian làm việc trên đồng, một buổi làm 4 tiếng nên cho nghỉ giải lao giữa giờ 1-2 lần, mỗi lần 15-20 phút.
Trâu bò cày kéo còn được nuôi chủ yếu bằng nguồn cây cỏ tự nhiên và phụ phẩm nông nghiệp, cỏ tự nhiên có thể mọc quanh năm ở các đổi hoang, rừng cây, dọc bờ đê, đường đi và xen trong những ruộng hoa màu. Cỏ tự nhiên khá phong phú và đa dạng, có thể có quanh năm và rất dồi dào vào mùa mưa, còn mùa đông khô thì vừa ít về số lượng vừa nghèo về chất lượng. Nếu chỉ phụ thuộc vào nguồn thức ăn tự nhiên thì trâu bò chỉ được cung cấp đủ thức ăn và béo tốt trong mùa mưa, nhưng sẽ sút cân trong mùa đông khô. Thành phần hoá học và giá trị dinh dưỡng của chúng thì hàm lượng protein thô trong 1 kg chất khô trung bình là 75-145 g, hàm lượng xơ khá cao 269-373 g, trong khi khoáng đa lượng và vi lượng thấp.
Các loại cỏ trồng hoà thảo phổ biến là cỏ voi (Penniselum purpureum), cỏ Ghi nê (Pannicum nuiximum), cỏ Pangola (Digitana decumbens). Ngoài ra, một số cây cỏ họ đậu làm thức ăn cho trâu bò, trong đó chú ý hơn cả cây keo dậu. Một số phụ phẩm cây trồng cũng là đáng kể, nguồn phụ phẩm từ trồng trọt bao gồm nhiểu loại trong đó đáng chú ý nhất là rơm rạ, tiếp theo là thân lá ngô, lá mía, dây lang (rễ khoai lang), lá lạc (đậu phộng). Nếu sử dụng tốt và đầy đủ thì nguồn phụ phẩm này đóng góp rất lớn cho chăn nuôi trâu bò và chỉ cần nột số phương pháp xử lý, chế biến đơn giản để có thể dự trữ cung cấp một lượng thức ăn thô quanh năm.
Rơm là nguồn thức ăn dự trữ quan trọng nhất với trâu bò. Rơm có hàm lượng chất xơ cao (320-350 g trên 1 kg chất khô) nhưng hàm lượng protein thô thấp (20-30 g), nếu xử lý với U-rê thì giá trị dinh dưỡng và tỷ lệ tiêu hoá sẽ được cải thiện đáng kể. Nhiều vùng đã sử dụng cây ngô già như một nguồn thức ăn thô nuôi trâu bò quan trọng (trong 1 kg thân lá cây ngô đã thu bắp trung bình có 600-700 g chất khô, 60-70 g protein, 280-300 g xơ). Ngoài ra ngọn lá sắn với năng suất 2500–3000 kg/ha còn lại sau khi thu hoạch củ cũng là nguồn thức ăn bổ sung protein thực vật đáng kể cho trâu bò cày kéo, tuy nhiên hiện nay nguồn thức ăn này còn sử dụng rất ít trong thực tế.
Củ quả cũng là một nguồn thức ăn quan trọng của trâu bò cày kéo. Thức ăn củ quả rất thích hợp cho quá trình lên men dạ cỏ. Thức ăn củ quả phổ biến là khoai, sắn, bí đỏ. Sắn củ là nguồn thức ăn cung cấp năng lượng cho trâu bò cày kéo (trung bình trong 1 kg chất khô của củ sắn có 22-28 g protein; 3-4 g chất béo và 650 g tinh bột). Khoai lang, bí đỏ vừa cung cấp năng lượng vừa cung cấp nước nhất là sau khi trâu bò vừa cày kéo xong. Phụ phẩm công nghiệp chế biến như rỉ mật có được sau thu hoạch và chế biến đường là một trong những nguồn bổ sung năng lượng tốt cho trâu bò cày kéo. Những nguồn bã bia khá lớn và quanh năm cũng là nguồn thức ăn bổ sung vừa có giá trị năng lượng cao, vừa có hàm lượng protein cao. 

### Chăm sóc

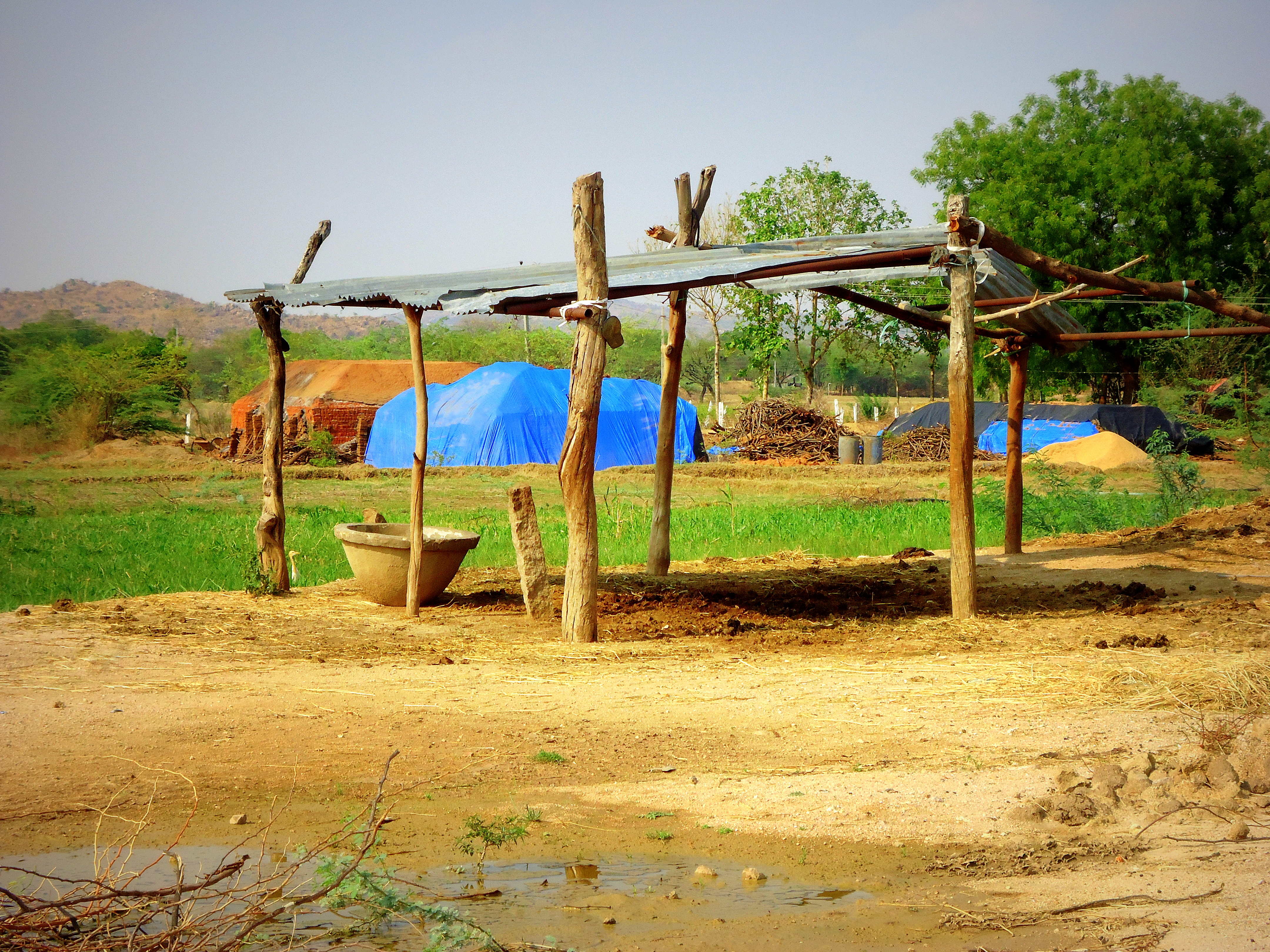
Một kiểu chuồng bò ở Ấn Độ

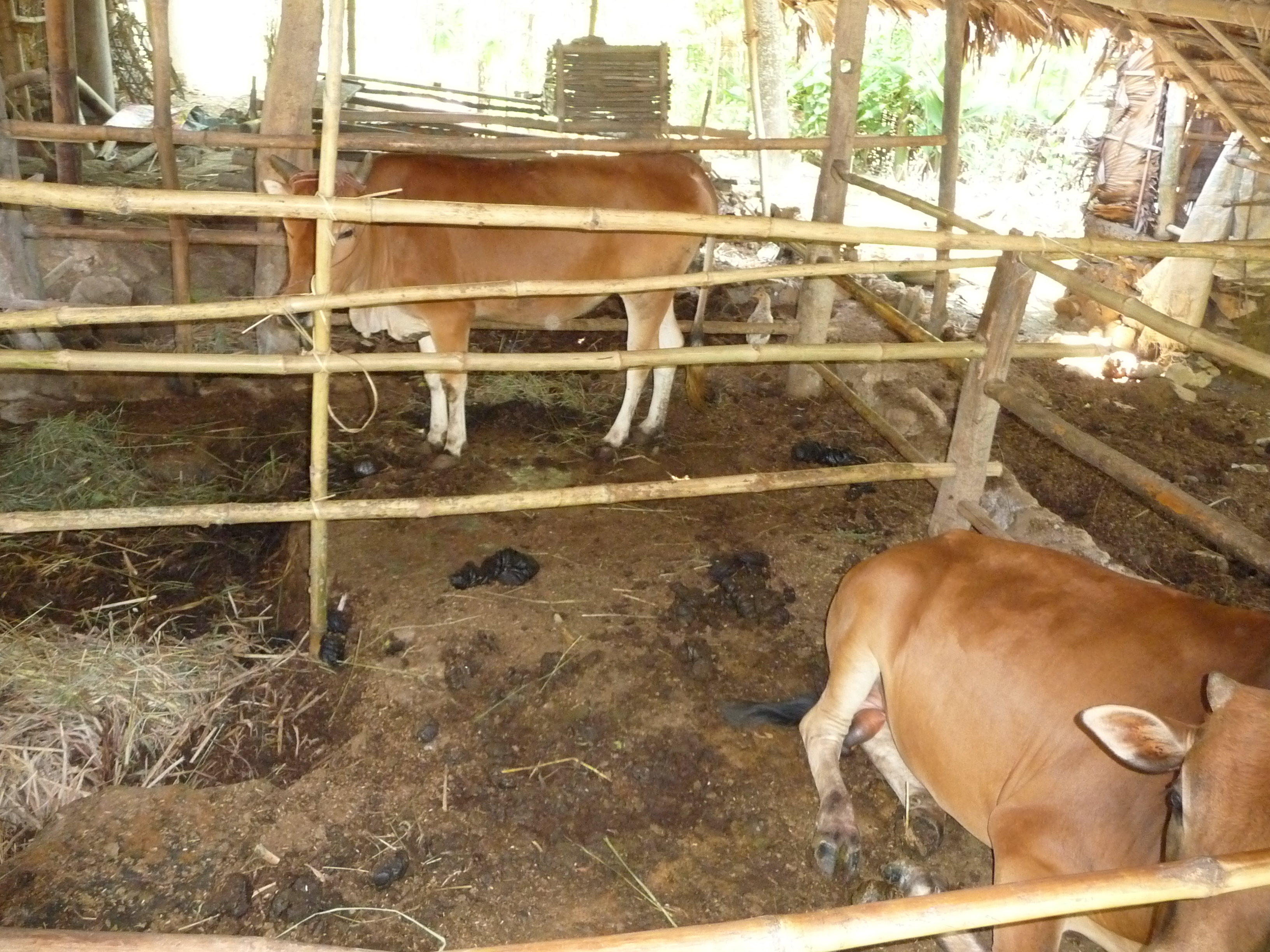
Một kiểu chuồng bò ở Thanh Hóa, Việt Nam

Chuồng trại cho trâu bò cày kéo phải sạch sẽ, mùa hè đủ thoáng mát, mùa đông che ấm tránh gió lùa gây cảm lạnh. Mùa hè sau khi làm việc xong, hạn chế không chăn thả trên đông trống, nắng to, dễ gây cảm nắng, cho trâu nghỉ trưa trong bóng mát và cung cấp cỏ xanh tại chỗ, đồng thời cho trâu đầm tắm thoả thích. Mùa đông giá rét, để trâu bò khỏi đổ ngã, khi đi làm phủ bao tải lên thân trâu để giữ ấm và cho trâu bò ăn no đủ vào những thời điểm này. Tắm rửa thường xuyên, giữ cho cơ thể sạch sẽ, gây thoải mái trong cơ thể gia súc, hạn chế bệnh ký sinh trùng ngoài da, giữ cho lưu thông máu tốt và điều hoà thân nhiệt.
Tuyến mồ hôi của trâu không phát triển vì vậy để điều hoà thân nhiệt trâu rất thích đầm tắm, cần đáp ứng nhu cầu này của trâu nhất là trong mùa hè nóng nực. Mùa nóng, trâu phải được tắm chải hàng ngày, những ngày nắng nóng cho trâu ngâm mình đằm tắm 1-2 tiếng ở nơi nước sạch, mát thì càng tốt. Mùa lạnh thì hạn chế tắm nhưng khi trời ấm thì tranh thủ tắm nhanh cho trâu để giữ cho lông da sạch sẽ. Chải lông cho trâu bò là việc làm thường xuyên hàng ngày kể cả mùa nóng cũng như mùa lạnh để giữ lông da sạch sẽ, mịn màng, giúp khí huyết lưu thông, tăng cường trao đổi chất, kết hợp diệt chấy rận, ve mòng.
Vệ sinh chuồng trại ảnh hưởng lớn đến sức khoẻ của trâu bò cũng như ảnh hường trực tiếp tới sức khỏe gia súc, hàng ngày dọn phân bò, rửa nền, thay độn chuồng nếu có trong mùa đông. Phải thu gọn về nơi cố định, ủ cùng chất độn chuồng một thời gian trước khi sử dụng bón cho cây trồng. Nước tiểu, nước rửa chuồng phải có chỗ chứa hoặc dùng tưới cho cây, tránh để chuồng lầy lội đầy phân, nước thải. Định kỳ phun thuốc diệt ruồi muỗi xung quanh chuồng trại. Hàng ngày phải cọ rửa máng ăn, máng uống và thay nước uống để tránh việc thức ăn không bị nhiễm khuẩn.
Giữ thức ăn, nước uống sạch sẽ, không dùng thức ăn bẩn, thiu thối, mốc. Tiêm phòng các bệnh truyền nhiễm hàng năm tiêm phòng vác xin định kỳ một số bệnh truyền nhiễm thường xảy ra ở trâu là bệnh dịch tả, bệnh tụ huyết trùng, bệnh nhiệt thán, bệnh lở mồm long móng. Định kỳ kiểm tra và tẩy ký sinh trùng Đối với ký sinh trùng ngoài da, ký sinh trùng đường máu, thường xuyên kiểm tra và xử lý kịp thời. Đối với ký sinh trùng đường ruột, tẩy giun cho bê nghé vào 3 tuần tuổi, 6 tháng tuổi ở năm đầu tiên theo quy trình kỹ thuật chăm sóc nuôi dưỡng bê nghé, đối với các loại trâu bò định kỳ tẩy giun sán mỗi năm 1-2 lần.
Khi chăm sóc sức khỏe trâu bò trong mùa cày kéo thì nên cung cấp thức ăn đầy đủ cả về số lượng và chất lượng trong thời kỳ làm việc. Chuồng trại có đủ diện tích và không nên nhốt quá nhiều gia súc với nhiều loại tuổi và trạng thái sinh lý khác nhau trong một chuồng. Tránh làm việc trong điều kiện thời tiết khắc nghiệt, nhiệt độ quá nóng hoặc quá lạnh, hoặc tránh gió quá to. Luôn luôn cung cấp nước uống đầy đủ và thường xuyên, đối với trâu thì tốt nhất là cho chúng đầm tắm. Không để trâu bò làm việc quá lâu, làm việc quá nặng hoặc kéo quá tải so với sức khoẻ và trạng thái sinh lý của chúng.

### Đóng móng
Những con bò làm việc thường đòi hỏi phải đóng móng, mặc dù ở Anh không phải tất cả các con bò làm việc đều được đóng móng. Kể từ khi móng guốc của chúng được ghép nối, cần có hai chiếc vành móng bò cho mỗi móng, không giống như móng duy nhất của một con ngựa. Móng của bò cày kéo thường có hình bán nguyệt nửa chuông hoặc hình chuối, có hoặc không có nướu răng, và được trang bị cặp đối xứng với móng guốc. Không giống như ngựa, bò không dễ dàng để cân bằng trên ba chân trong khi móng của chúng là thứ tư. Ở Anh, việc đóng móng đã được thực hiện bằng cách vật những con bò xuống đất và nâng cả bốn chân lên một cái giá bằng gỗ bằng gỗ nặng cho đến khi việc đóng móng hoàn thành. Một kỹ thuật tương tự đã được sử dụng ở Serbia và dưới hình thức đơn giản hơn ở Ấn Độ nơi nó vẫn được thực hiện. Ở Ý, nơi bò có thể rất lớn, việc đóng móng được thực hiện bằng cách sử dụng một dầm khung lớn, trong đó con vật có thể được nâng lên một phần hoặc hoàn toàn từ mặt đất bằng các con lắc đi qua dưới thân.

### Cách thức

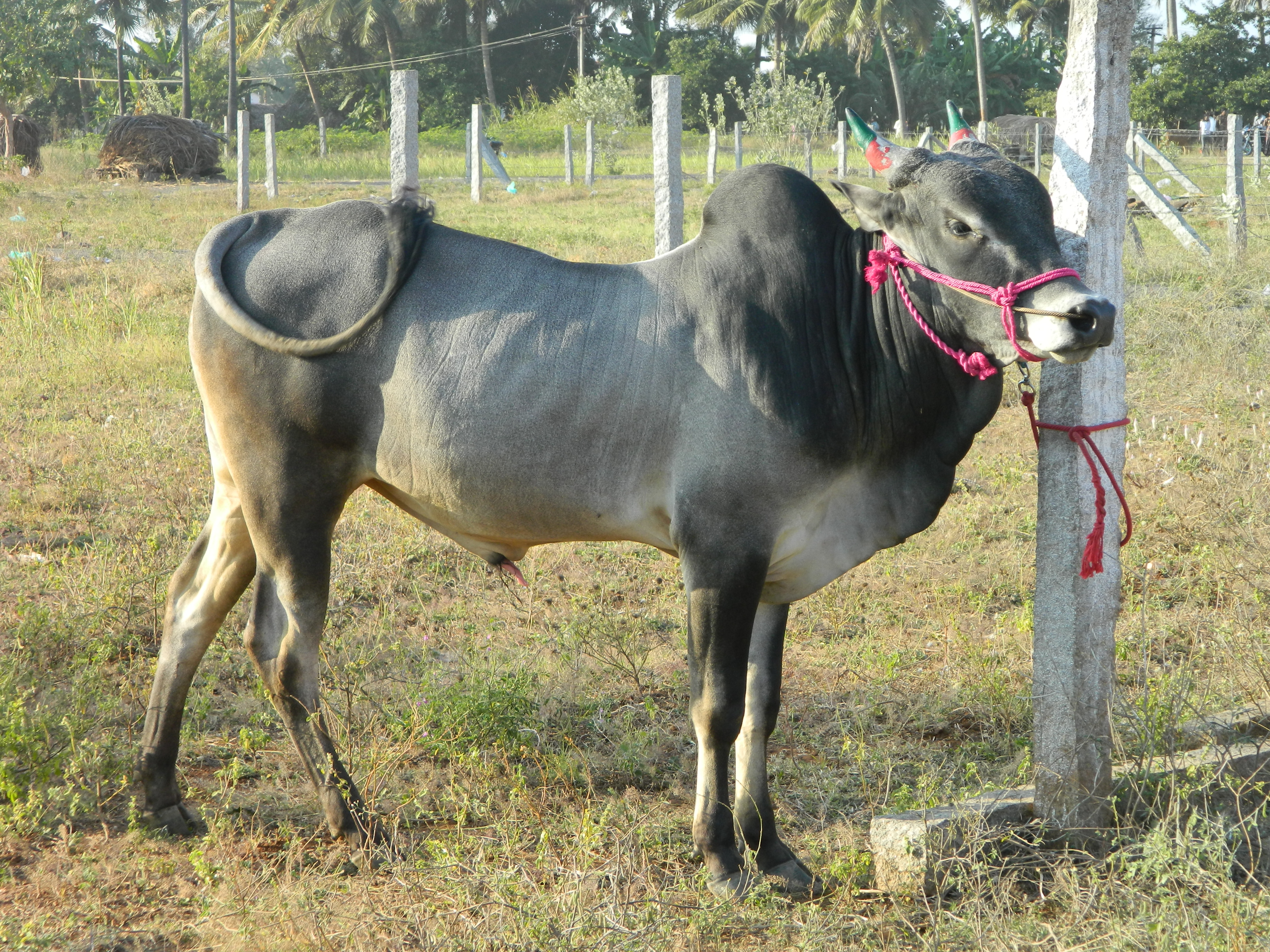
Một con bò kéo ở Ấn Độ

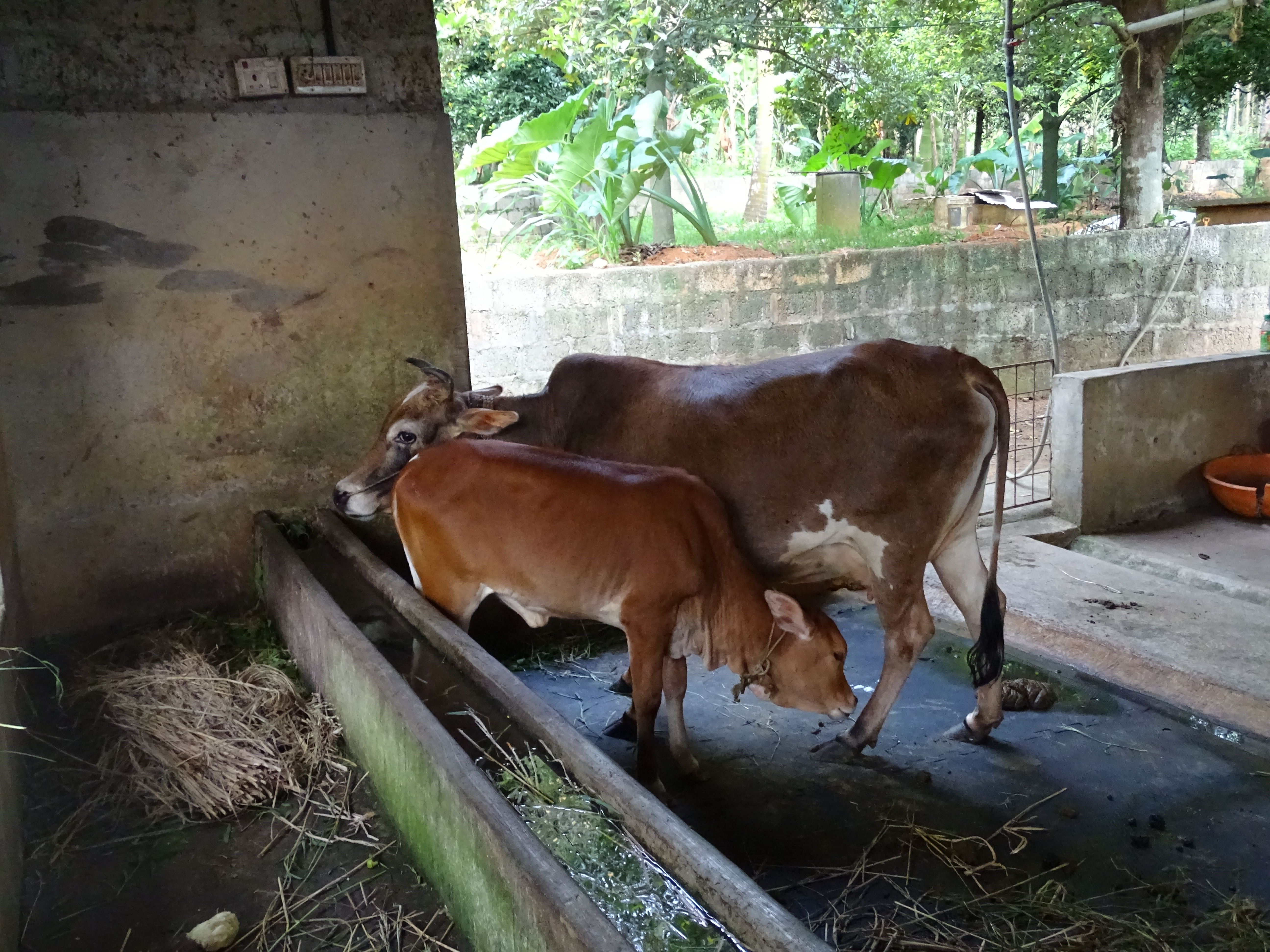
Chuồng bò ở Ấn Độ

Trong ngày làm việc giữ giờ iàm việc hợp lý và điều độ, có giải lao hay nghỉ hợp lý. Trong cả giai đoạn làm việc, tạo điều kiện cho gia súc có đủ thời gian ăn uống và nghỉ ngơi kịp phục hồi sức khỏe tốt nhất. Nếu có sự thay đổi nào vể điều kiện làm việc, loại hình công việc, phải thay đổi từ từ để trâu bò thích nghi dần, tránh gây sốc cho chúng. Đảm bảo phải kiểm soát được động vật ký sinh để giảm căng thẳng ở mức tối thiểu. Nếu trâu bò bị bệnh hay tổn thương phải cho gia súc nghỉ ngơi đến khi hồi phục. Đàm bảo điều trị các vết thương, bệnh ngoài da một cách nhanh chóng và chú ý tránh ruồi muỗi.
Xây dựng kế hoạch nuôi dưỡng trâu bò cày kéo là có kế hoạch bảo đảm cung cấp đầy đủ thức ăn quanh năm cho trâu bò để phát huy tốt nhất khả năng làm việc trên cơ sở về số ngày làm việc, những loại công việc phải làm của chúng, diện tích và nguồn thức ăn cung cấp được từ bãi chăn, số lao động sẵn có, biến động về lượng thức ăn cung cấp từng tháng, từng quý do ảnh huởng của thời tiết, có thể xây dựng một lịch về nguồn thức ăn để có thể nắm rõ thời gian nào là thức ăn sẵn có, dư thừa, hay thiếu hụt trong năm, từ đó có kể hoạch dự trữ, bổ sung. Cần biết chính xác số lượng và chất lượng nguồn thức ăn có thể có trong năm.
Đa số thức ăn cho gia súc làm việc vẫn dựa vào cỏ tự nhiên trên đổng, trên bãi chăn thả, bờ đê, dưới tán rừng, dọc đường đi, cỏ trên đồng sau khi thu hoạch mùa màng, một số phụ phẩm từ trồng trọt, sản phẩm phụ từ chế biến, chồi mầm, cây lá trong rừng đồi. Gần như quanh năm trâu bò cày kéo ăn khẩu phần thức ăn thô xanh nghèo dinh dưỡng, giàu xơ, hàm lượng protein và tỷ lệ tiêu hoá thấp. Thông thường bắt đầu thu hoạch trâu bò cũng bắt đầu phải làm việc nhiều hơn, nhưng thời gian này thức ăn thường khan hiếm hơn nhất là những vùng có mùa khô hoặc rét kéo dài, cần phải có kế hoạch chuẩn bị dự trữ thức ăn trước đó.
Khối lượng và trạng thái cơ thể là yếu tố chính quyết định khả năng làm việc và lượng thức ăn tiêu thụ hàng ngày của trâu bò. Trâu bò có khối lượng lớn hơn làm được nhiều việc hơn trong ngày rồi ăn cũng nhiều hơn. Khối lượng công việc mà trâu bò có thể làm được tỷ lệ thuận với khối lượng cơ thể. Trâu bò có khối lượng cơ thể lớn hơn thì có sức kéo lớn hơn, về mặt lý thuyết thì trâu bò có khối lượng cơ thể lớn có thể làm được nhiều việc mà trâu bò có khối lượng nhỏ hơn làm được và ảnh hưởng của loại hình công việc đến cơ thể trâu bò tầm vóc lớn sẽ ít hơn so với trâu bò tầm vóc nhỏ. Trâu bò có ngoại hình to có khả năng thu nhận thức ăn nhiều hơn so với trâu bò có ngoại hình nhỏ.
Trâu bò có thể trạng tốt hơn có khả năng dự trữ năng lượng tốt hơn trâu bò gầy yếu, vì khi thiếu thức ăn trong mùa cày kéo, trâu bò có thể trạng tốt hơn có thể chuyển hoá năng lượng từ cơ thể để làm việc. Trâu bò có thể trạng tốt sẽ làm việc nhanh hơn, khoẻ hơn, thời gian làm việc dài hơn. Khi trâu bò làm việc được cung cấp khẩu phần ăn giàu xơ, nghèo đạm thì lượng thức ăn ăn vào và tốc độ di chuyển của thức ăn trong đường tiêu hoá giảm trong những ngày làm việc, nhất là làm việc dài hơn 5 giờ/ngày. Qua ba tháng làm việc điều độ thì lượng thức ăn ăn vào tăng dần như là sự thích nghi với công việc hàng ngày. Ảnh hưởng của làm việc đến tỷ lệ tiêu hoá của trâu bò cày kéo có khác nhau bởi chất lượng của khẩu phần ăn.

## Sử dụng

### Huấn luyện

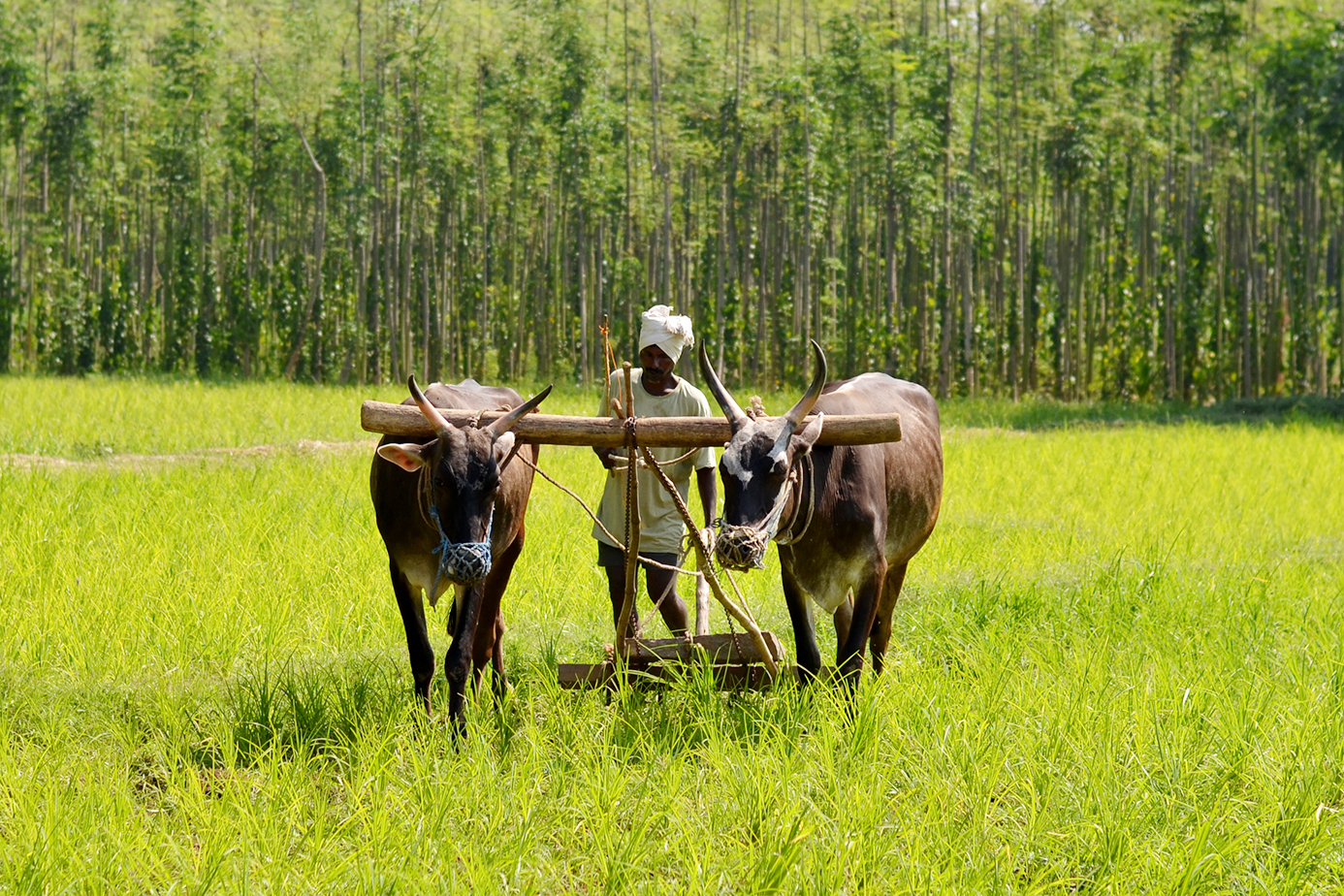
Các hoạt động tác nghiệp cày kéo

Huấn luyện trâu bò cày kéo bắt đầu từ trâu bò tơ 1,5–2 năm tuổi là có thể bắt đầu luvện cày kéo. Nếu con trâu mà cho chúng no cỏ, ăn nằm mãi thì cũng giống như con người sẽ sinh hư hỏng, chẳng thích lao động. Phải cho chúng cực khổ chút thì nó mới ngoan. Nông dân một số nơi thường dùng một trâu hoặc một bò để cày bừa (cày đơn), một số nơi khác thường dùng hai trâu hoặc hai bò để cày bừa (cày đôi). Đối với cày đơn thì không cần chọn, nhưng cày đôi phải chọn hai trâu hoặc hai bò có tầm vóc, khối lượng, thể trạng, sức khoẻ tương đương nhau và hợp tính khí để cùng luyện.
Phương pháp huấn luyện trâu bò cày không phức tạp, nhưng phải kiên trì. Chọn đất luyện cày ở nơi đất mềm xốp, tốt nhất là đất đã cày một lần rồi cho dễ luyện. Đầu tiên cho ách cày vào vai trâu bò, buộc hai dãy mũi vào mũi trâu bò, một người cầm dây mũi dắt trâu bò đi, còn người cầm cày cầm một dây mũi khác đi sau và điều khiển trâu bò cày ruộng. Mỗi khi người cầm cày ra lệnh, người dắt trâu bò đi trước phải tuân theo để hướng dẫn trâu bò cùng làm theo lệnh đó.
Kết hợp giữa lệnh phát ra từ miệng, người cầm cày điều khiển luôn bằng dây mũi trâu bò để chứng quen với cả hai lệnh. Một số khẩu lệnh ở Việt Nam như khi con trâu đang đi hô "dờ" nó lập tức đứng lại, hô "dí" nó rẽ trái, hô "quá" nó rẽ phải hoặc ở trâu nội thì có khẩu lệnh tắc-họ. Luyện kéo cũng tiến hành tương tự, lúc đầu có thể cho làm quen bằng cách cho kéo gỗ hoặc xe trượt để trâu bò quen vai, dùng một dây mũi cho một người dắt đi trước, người đi sau điều khiển ra lệnh bằng miệng và dây mũi thứ hai, sau vài hôm quen vai thì cho kéo xe thật, khối lượng từ nhẹ và tăng dần vào các ngày sau. Qua luyện tập trâu bò hình thành phản xạ có điều kiện chỉ trong vòng 3-5 ngày là có thể làm cho trâu quen, không cần người dắt trợ giúp. Thời gian luyện cũng tương tự như khi luyện cày.

### Trang bị

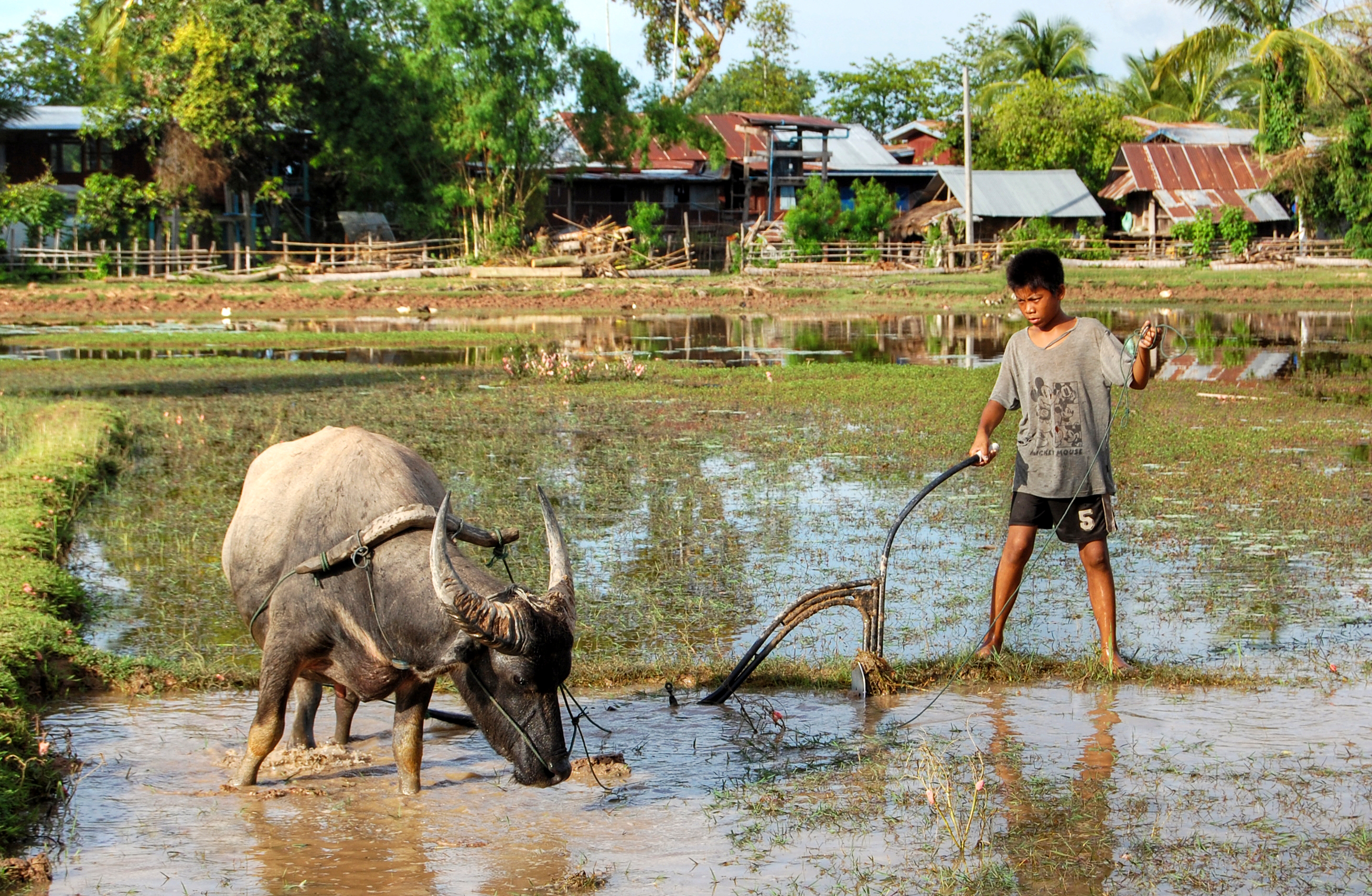
Một con trâu đang đeo ách (ách đơn) ở Lào

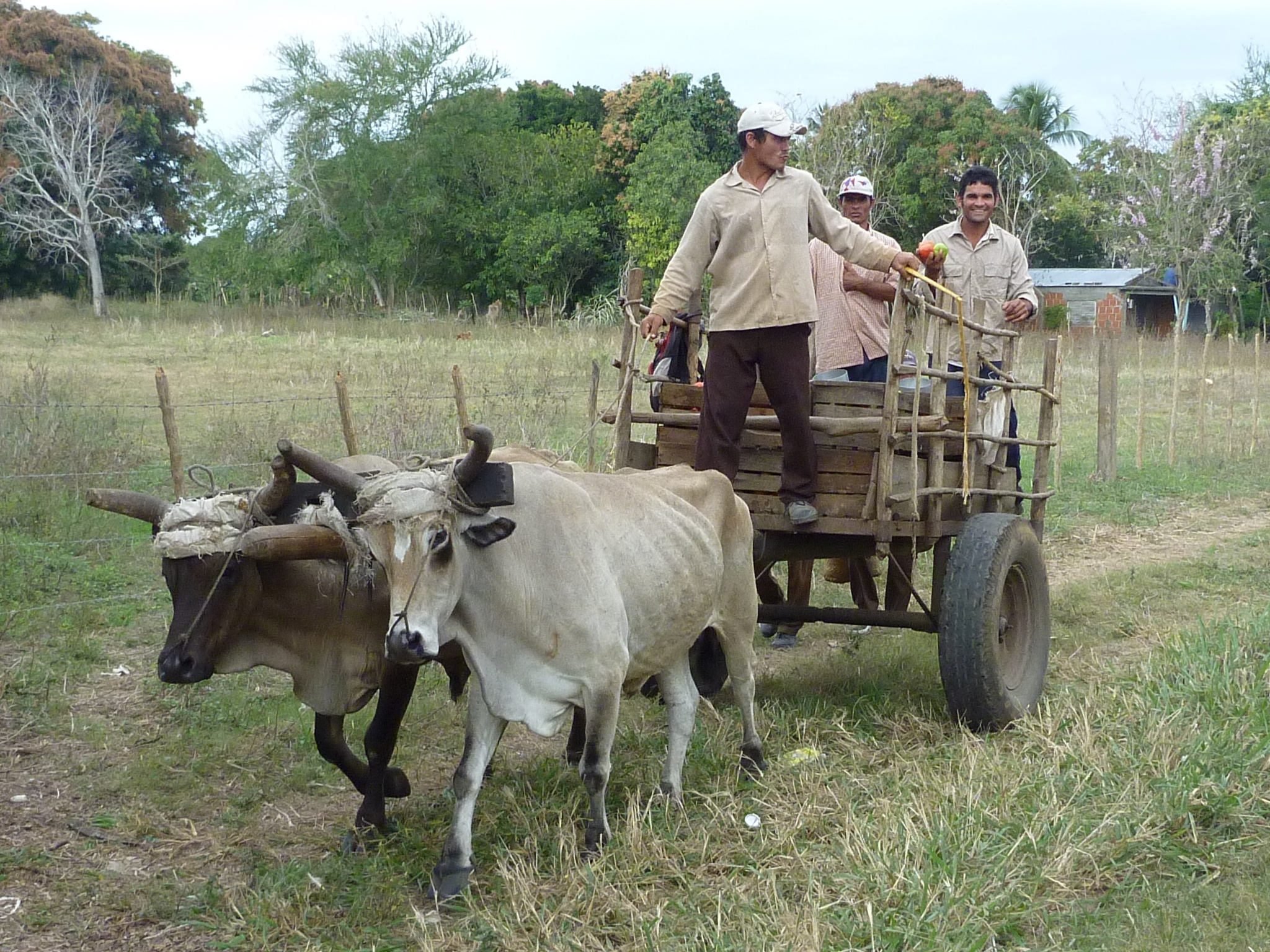
Xe bò ở nông trại tại Cuba

Đối với trâu, bò cày kéo, người ta thường dùng ách (còn gọi là vai) để gia súc kéo công cụ sản xuất. Có nhiều loại ách khác nhau với các loại kích cỡ khác nhau đã được chế tạo và sử dụng phù hợp với kích thước gia súc, tuỳ thuộc vào loại gia súc làm việc, vào sự sẵn có của địa phương, tính chất công việc, truyền thống tập quán từng nơi. Có hai loại ách dùng cho trâu bò cày kéo: loại cho cày kéo đôi và loại cho cày kéo đơn. Có 2 kiểu ách dùng cho cặp đôi trâu bò: kiểu ách sừng phổ biến ở Châu Mỹ La-tin và Tây Phi, kiểu vai cổ phổ biến ờ châu Á và châu Phi. Đa số trâu bò được dùng cày đôi và sử dụng ách đôi, kiểu ách vai cổ. Ách đơn được sử dụng thường được đặt ở vai cổ.
Sử dụng nguyên liệu chế tạo ách hoặc ách phải tính đến phần giá thành. Ách có thể được sản xuất và bảo dưỡng nhờ thợ thủ công và sử dụng vật liệu sẵn có tại địa phương để khi cần bảo dưỡng, sửa chữa, thay thể được dễ dàng, thuận tiện. Cấu tạo của ách phải thuận tiện và dễ dàng điều chỉnh sao cho phù hợp với gia súc làm việc tạo ra hiệu quả tối đa và tránh làm gia súc bị đau. Đầu tiên là phải xe, toàn bộ hệ thống công việc: gia súc, công cụ sản xuất và ách để kết hợp với nhau một cách hợp lý, Kích thước của ách phải phù hợp với tầm vóc, khối lượng và thể lực của gia súc. Ách sử dụng phải thích hợp với lực kéo tạo ra.
Khi lựa chọn loại ách cũng cần phải chú ý cả địa hình và loại đất mà gia súc phải làm việc. Ách không được gây trở ngại đến sự vận động của gia súc và không gây đau đớn làm ảnh hưởng đến sức khỏe. Để tránh gây thương tổn trâu bò khi làm việc phải lưu ý, trâu bò phải khoẻ mạnh, chân khỏe chắc. Nêu cày kéo đôi thì trâu bò phải tương đương về khối lượng và kích thước cơ thể, tương đương về sức làm việc. Ách cày kéo không quá to hoăc quá nhỏ để tạo sự thoải mái cho gia súc. Luôn tạo sự cơ động bằng cách có phần nổi giữa cày bừa và gia súc không nên cố định trực tiếp làm gia súc khó xử lý khi làm việc.
Công cụ sản xuất phải được thiết kế hợp lý, dễ dàng tháo ra lắp vào, phải có sự cân bằng và đủ độ bén chắc để chịu được lượng hàng chất lên, có độ tiếp xúc thích hợp với cơ thể gia súc, hạn chế gây nguy hiểm cho gia súc. Ách gia súc phải cân bằng nhau về kích cỡ và độ chịu lực ở cả hai bên để khi mắc vào không bị lệch. Ách đặt ở vùng cổ tránh buộc chặt phía dưới gây khó chịu cho vùng khí quản, thực quản. Ách phải trơn nhẫn, vừa với kích cỡ cơ thể trâu bò. Ách không bõ xây xước, không xù xì sắc nhọn. Điểm nối của ách hay dây buộc phải nằm phía ngoài tránh tổn thương da. Lắp ách chắc chắn tránh cọ xát trầy trượt da. Không quá xiết chặt ảnh hưởng đến tuần hoàn và hô hấp của trâu bò.
Đối với xe kéo cũng chú ý như khi cày bừa, riêng xe kéo phải có phanh để điểu khiển tốc độ. Khi sử dụng xe kéo phải chú ý tạo cân bằng khi cho hàng lên xe tránh nặng về phía trước làm gia súc chịu quá tải. Khi cần rọ mõm, lồng mặt phải làm bằng các vật liệu tự nhiên và đan bằng dây, tránh dùng nguyên liệu cứng gây tổn thương, tốt nhất là dùng loại mềm và không có cạnh sắc. Khi sử dụng xe kéo phải có một bộ phanh hãm để ngăn phương tiện lao vào cơ thể trâu bò mỗi khi hãm lại hay khi đang xuống dốc. Việc sự cải tiến phải đảm bảo ách phải vừa và thích hợp với gia súc, bảo đảm gia súc làm việc tốt hơn.